# Tadorna cristata
La casarca crestata (Tadorna cristata Kuroda, 1917) è un uccello della famiglia degli Anatidi. È una specie gravemente minacciata e alcuni la ritengono addirittura già estinta. Il maschio ha la sommità del capo, il petto, le penne primarie e la coda di colore nero-verdastro, mentre il resto della faccia, il mento e la gola sono nero-brunastri. Il ventre, le copritrici del sottocoda e i fianchi sono di colore grigio scuro con striature nere. Le copritrici alari superiori sono bianche, mentre lo specchio è di un verde iridescente. La femmina ha un anello oculare bianco, una cresta nera, faccia, mento, gola, collo e copritrici alari superiori bianchi e corpo marrone scuro con striature bianche. Inoltre, entrambi i sessi presentano un caratteristico ciuffo di penne verdi che spicca sulla testa.
Conosciamo molto poco sulla biologia di questo uccello, poiché è stato osservato solo pochissime volte. Apparentemente si riproduce in Corea e nella Russia orientale, e si tratta probabilmente di una specie relitta che in epoche preistoriche occupava un areale più esteso. Alcuni ritengono che questa specie sia estinta, sebbene ogni tanto giungano voci di occasionali avvistamenti, tra i quali numerose e recenti testimonianze provenienti da zone umide interne della Cina. A causa delle persistenti voci sulla sua sopravvivenza, è classificata tra le specie in pericolo critico. Tuttavia, l'ultimo avvistamento certo di una casarca crestata risale al 1964.

## Tassonomia

Schema che illustra i colori del piumaggio del maschio e della femmina

Il primo esemplare di casarca crestata noto alla scienza venne catturato nell'aprile del 1877 nei pressi di Vladivostok, in Russia. Tuttavia, esso venne descritto solamente nel 1890, quando lo zoologo inglese Philip Lutley Sclater stabilì che si trattava di un possibile ibrido nato dall'incrocio tra una casarca comune (Tadorna ferruginea) e un'anatra falcata (Anas falcata). Verso il 1913, ne venne catturata una coppia in Corea, e il maschio venne presentato all'ornitologo giapponese Nagamichi Kuroda. Kuroda notò che il piumaggio non mostrava caratteristiche del tutto intermedie a quello delle altre due specie suddette, come aveva stabilito Sclater. Nel frattempo, venne catturata un'altra femmina, anch'essa consegnata a Kuroda nel 1916, e lo studioso, a partire da questi tre esemplari che non erano chiaramente ibridi e da una vecchia testimonianza in cui veniva descritto un uccello simile presente in Giappone nei tempi passati, nel 1917 descrisse la specie battezzandola Pseudotadorna cristata. La femmina catturata nel 1916 venne designata come olotipo e preservata insieme al maschio nella collezione di Kuroda. Appartenente alla famiglia degli Anatidi, questa specie venne considerata abbastanza distinta da Kuroda da meritare di essere classificata in un genere a parte, ma al giorno d'oggi viene posta nel genere Tadorna, che raggruppa altre sei specie di casarche del Vecchio Mondo. Il nome del genere, Tadorna, deriva dalla parola celtica tadorne e significa «anatra variopinta», un po' come l'attuale termine inglese shelduck. L'epiteto specifico, cristata, deriva da una parola latina che significa «crestata». La specie deve il nome comune al ciuffo di penne verdi presente sulla testa. È nota anche come casarca crestata della Corea, volpoca della Corea e anatra mandarina della Corea.

## Descrizione
La casarca crestata mostra un certo grado di dimorfismo sessuale: il maschio presenta sommità del capo, petto, penne primarie e coda di colore nero-verdastro, mentre il resto della faccia, il mento e la gola sono nero-brunastri. Il ventre, le copritrici del sottocoda e i fianchi sono di colore grigio scuro con striature nere. Le copritrici alari superiori sono bianche, mentre lo specchio è di un verde iridescente. La femmina ha un grosso anello oculare bianco, una cresta nera, faccia, mento, gola, collo e copritrici alari superiori bianchi. Il corpo è marrone scuro con striature bianche. Entrambi i sessi presentano un ciuffo di penne verdi che spicca sulla testa. La casarca crestata misura circa 63–71 cm di lunghezza, ed è quindi un po' più grande del germano reale. Ogni ala misura circa 31–32 cm. Il becco e le zampe sono di colore rosato, ma nella femmina sono di colore più chiaro che nel maschio. Il becco del maschio presenta una piccola protuberanza alla base. Il piumaggio degli immaturi è sconosciuto.

## Distribuzione e habitat

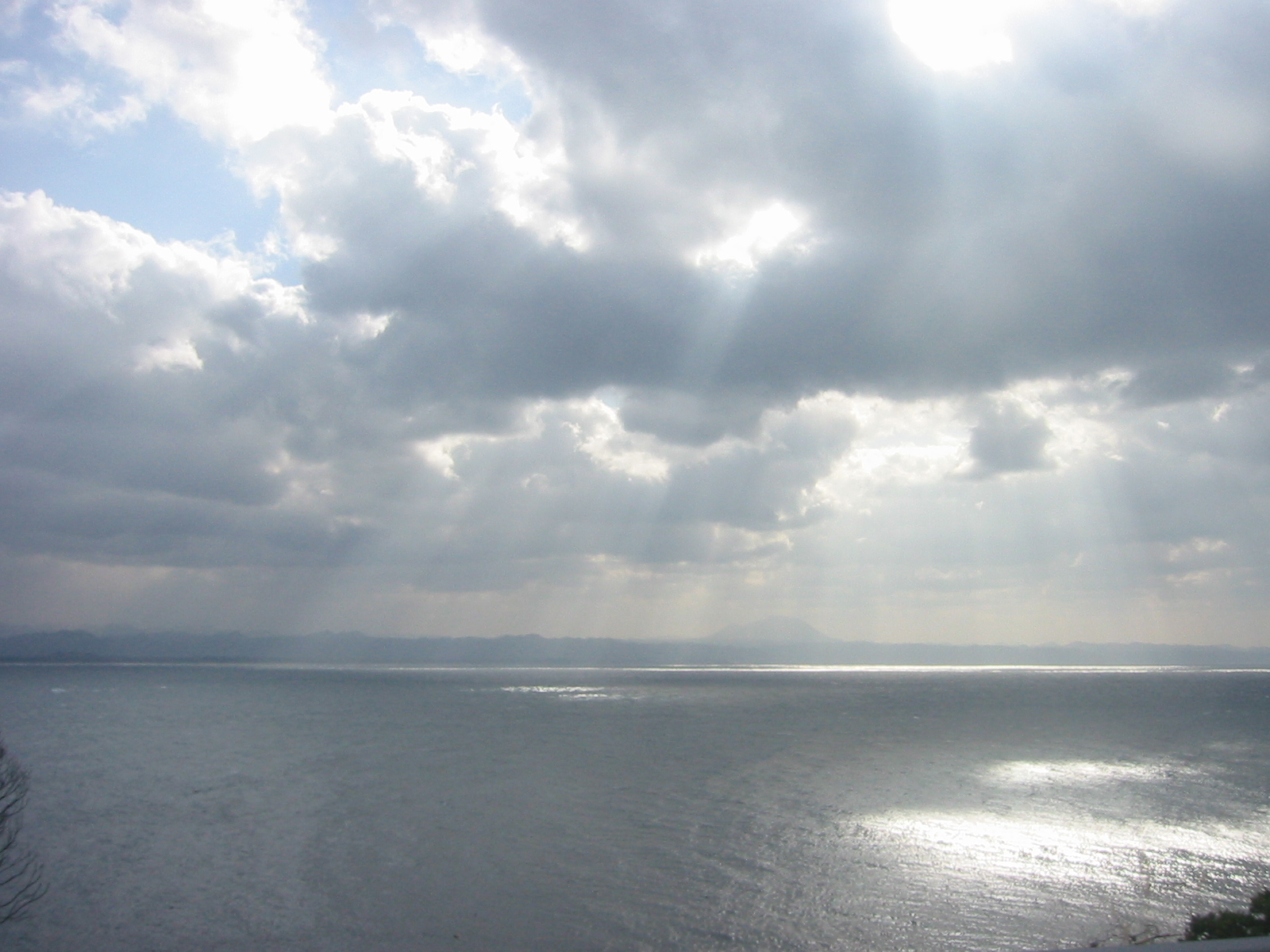
Il Mar del Giappone, zona dove avviene la maggior parte degli avvistamenti

Gli esemplari noti di casarca crestata sono stati catturati nei pressi di Vladivostok, in Russia, e nelle vicinanze di Pusan e Gunsan, in Corea. È stato ipotizzato che la specie si riproduca nell'Estremo Oriente Russo, nella Corea del Nord settentrionale e nella Cina nord-orientale e che sverni nel Giappone meridionale, nella Corea sud-occidentale e lungo le coste della Cina, fino a Shanghai a sud. Si ritiene che occupi solo una minima parte del suo areale storico, o che sia stata molto più numerosa in passato.
Si crede che questa specie occupi una vasta gamma di habitat umidi e marini a diverse altitudini. Sebbene tutti gli esemplari presenti nei musei siano stati catturati sulla costa, specialmente nei pressi della foce dei fiumi, recentemente sono giunte voci di avvistamenti avvenuti nelle zone umide interne della Cina nord-orientale. Alcuni studiosi hanno ipotizzato che la specie si riproduca in zone montuose anche distanti da specchi d'acqua o in laghi vulcanici.

## Biologia
Sebbene non si conosca molto sulla biologia di questa casarca, si ritiene che essa sia una specie migratrice che si sposta dalla Siberia, dove trascorre la stagione riproduttiva, per svernare in Corea, Russia meridionale e Giappone. Si crede che la casarca crestata si nutra di vegetazione acquatica, colture agricole, alghe, invertebrati, molluschi, crostacei, carogne e rifiuti. È stato suggerito che possa andare in cerca di cibo durante la notte. Sebbene il nido non sia mai stato descritto, specie simili di casarca nidificano in tane e cavità; è stato anche suggerito che possa nidificare nelle cavità degli alberi. È stato proposto che questa specie deponga meno di dieci uova, covate unicamente dalla femmina. Si crede che la riproduzione abbia luogo tra maggio e luglio. La casarca è stata osservata in stormi composti da due a otto esemplari.

## Conservazione

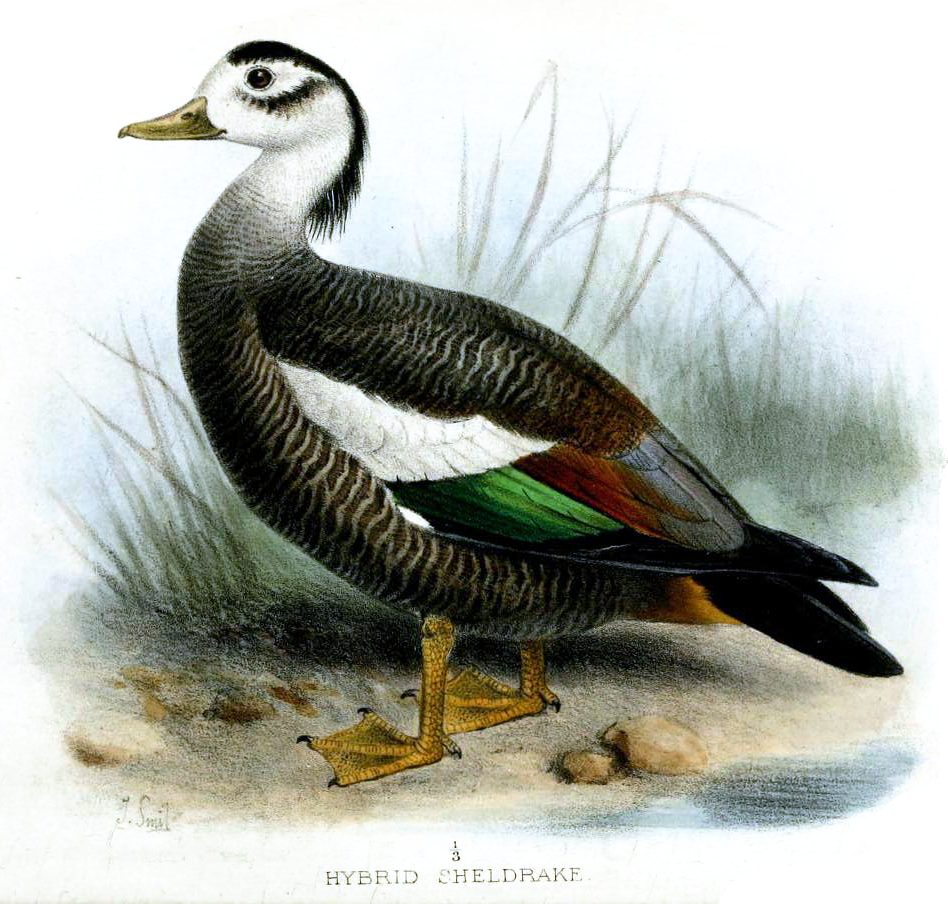
Disegno di Joseph Smit

La casarca crestata non è mai stata numerosa in età moderna, sebbene si ritenga che in passato occupasse un areale più esteso, dal momento che veniva allevata in Giappone a scopo ornamentale. È stata avvistata solo pochissime volte ed era già stata dichiarata estinta nel 1916, dopo l'uccisione di una femmina a Pusan, in Corea del Sud. Nel 1943, venne registrato l'avvistamento di un esemplare nei pressi di Chushinhokudo, e i biologi conservazionisti esultarono per l'inaspettata «riscoperta» della specie. Un gruppo di tre esemplari, due femmine e un maschio, venne avvistato da due studenti russi nel 1964 nell'Arcipelago di Rimsky-Korsakov, vicino a Vladivostok, in compagnia di uno stormo di morette arlecchino. Nel 1971 venne registrato un altro avvistamento lungo le coste nord-orientali della Corea del Nord e nel 1985 ne vennero osservati due esemplari nella Russia orientale. Tuttavia, persistono ancora vari dubbi riguardo l'accuratezza dell'avvistamento del 1971. Recentemente numerosi avvistamenti non confermati sono stati effettuati da cacciatori cinesi nelle regioni nord-orientali della Cina. Ad esempio, un boscaiolo cinese ha affermato di averne mangiate due per sbaglio nel 1984. Altre voci non confermate indicherebbero la presenza di circa venti esemplari di casarca crestata nella regione di Dashanbao, nello Yunnan, ma la maggior parte degli studiosi sostiene che questi avvistamenti si riferiscano a uno stormo di casarche comuni. Si ritiene che, nel caso la specie sopravviva ancora, la popolazione totale non superi i 50 esemplari.
La specie è minacciata dalla perdita dell'habitat, dalla caccia e dalla raccolta di esemplari museali. Nel tentativo di ottenere ulteriori informazioni sulla specie e di impedire che essa venga perseguitata dai cacciatori, nel 1983 vennero distribuiti 300.000 volantini in Russia, Giappone, Cina, Corea del Sud e Corea del Nord, ma l'unico risultato ottenuto fu il racconto del suddetto avvistamento in Corea del Nord del 1971. Altri 15.000 volantini vennero distribuiti in Cina nord-orientale nel 1985 e nel 1991. Sebbene dopo la distribuzione dei volantini siano state raccolte 82 testimonianze di presunti avvistamenti del volatile, le ricerche effettuate nell'area non sono riuscite a dimostrare la presenza dell'animale. Il Progetto di Sviluppo della regione di Tumangan minaccia di distruggere un'area dove la specie era presente in passato.

## Rapporti con l'uomo
Tra il 1716 e il 1736 vari esemplari di casarca crestata vennero catturati in Corea ed esportati a scopo ornamentale in Giappone, dove la specie era nota come anatra mandarina della Corea. Questi uccelli continuarono a essere catturati in Giappone fino almeno al 1854 e vennero raffigurati anche sul Kanbun-Kinpu, un trattato giapponese di avicoltura. Anche su antichi arazzi cinesi è ritratta un'anatra simile nell'aspetto alla casarca crestata. Kuroda affermò che negli anni '20 i cacciatori giapponesi continuavano ancora a dare la caccia all'animale in Corea. Nei musei sono conservati tre esemplari. L'unico esemplare di sesso maschile è conservato, insieme a uno di sesso femminile, nella collezione di Kuroda presso l'Istituto di Ornitologia di Yamashina, a Tokyo. Il maschio venne catturato alla foce del fiume Geum nel 1913 o nel 1914, e la femmina nei pressi di Pusan nel dicembre del 1916. L'esemplare di sesso femminile descritto da Philip Lutley Sclater, catturato dal Tenente F. Irmininger nei pressi di Vladivostok nell'aprile del 1877, è stato esposto a partire dal 1894 presso la Società Zoologica di Londra e oggi è conservato al Museo nazionale danese di Copenaghen. In passato erano presenti altri due campioni museali di casarca crestata, ma sono entrambi andati perduti. La femmina catturata nel 1913 insieme all'unico maschio conservato venne regalata a un amico del collezionista e in seguito è scomparsa. Inoltre, verso il 1900 un cacciatore cinese offrì un esemplare a un professore dell'Università di Pechino, ma, dal momento che il professore non era a conoscenza della rarità di questo uccello, lo rifiutò. Nel 1991, la casarca crestata venne raffigurata su un francobollo della Mongolia.